# Le Plessis-Trévise
Le Plessis-Trévise è un comune francese di 20.218 abitanti situato nel dipartimento della Valle della Marna nella regione dell'Île-de-France.

## Società

### Evoluzione demografica
Abitanti censiti

## Amministrazione

### Gemellaggi
- Burladingen, Germania, dal 1988
- Ourém, Portogallo, dal 1992
- Wągrowiec, Polonia, dal 2006